# Rytel Zarzecze
Rytel Zarzecze (Rytel-Zarzecze) – zniesiona część wsi Rytel w Polsce położona w województwie pomorskim, w powiecie chojnickim, w gminie Czersk.
Miejscowość leży nad zachodnim brzegiem Brdy na zachód od Rytla.
Wieś leży przy drodze krajowej nr 22.
W latach 1975–1998 miejscowość administracyjnie należała do województwa bydgoskiego.